# デヴィッド・バロン
デヴィッド・バロン（David Barron）は、イギリスの映画プロデューサーである。『ハリー・ポッター』シリーズのプロデューサーとして知られる。
1980年代はロケーションマネージャーやプロダクションマネージャーとして活動していた。1995年に『世にも憂鬱なハムレットたち』で初めてプロデューサーとしてクレジットされた。

## 主なフィルモグラフィ
- 世にも憂鬱なハムレットたち A Midwinter's Tale (1995) 製作
- オセロ Othello (1995) 製作
- ハムレット Hamlet (1996) 製作
- 恋の骨折り損 Love's Labours Lost (2000) 製作
- It Was An Accident (2000) 製作総指揮
- 抱擁 Possession (2002) 製作総指揮
- ハリー・ポッターと秘密の部屋 Harry Potter and The Chamber of Secrets (2002) 製作総指揮
- サハラ 死の砂漠を脱出せよ Sahara (2005) 共同製作
- ハリー・ポッターと炎のゴブレット Harry Potter and the Goblet of Fire (2005) 製作総指揮
- ハリー・ポッターと不死鳥の騎士団 Harry Potter and the Order of the Phoenix (2007) 製作
- ハリー・ポッターと謎のプリンス Harry Potter and the Half-Blood Prince (2009) 製作
- ハリー・ポッターと死の秘宝 PART1 Harry Potter and the Deathly Hallows – Part 1 (2010) 製作
- ハリー・ポッターと死の秘宝 PART2 Harry Potter and the Deathly Hallows – Part 2 (2011) 製作
- エージェント:ライアン Jack Ryan: Shadow Recruit (2014) 製作
- FRANK -フランク- Frank (2014) 製作
- プリズン・エスケープ 脱出への10の鍵 Escape from Pretoria (2020) 製作